# Вулиця Федора Кричевського
 Ву́лиця Фе́дора Криче́вського — вулиця у Святошинському районі міста Києва, місцевість Святошин. Пролягає від Берестейського проспекту до кінця забудови. 
Прилучаються вулиці Львівська, Верховинна і Михайла Котельникова.

## Історія
Вулиця виникла наприкінці XIX століття під назвою Паркова (від парку, що був на ділянці, яку нині займає Гімназія східних мов), паралельна назва вулиці — 3-тя Просіка. Сучасна назва на честь українського художника Федора Кричевського — з 1965 року. 